# Moviment per la Nova Cultura

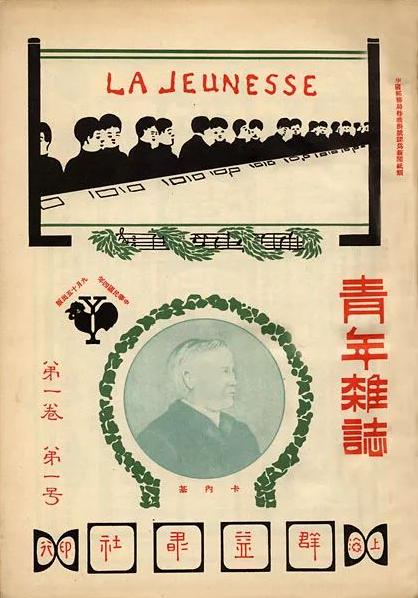
Revista "La Nova Joventut"

La renovació cultural a la Xina va precidir el moviment de reformes polítiques. La revista 新青年 Nova Joventut (subtitulada La Jeunesse, en francès) va estar estretament vinculada al Moviment del Quatre de Maig.
El Moviment per la Nova Cultura (xinès simplificat: 新文化运动; xinès tradicional: 新文化運動; pinyin: Xīn Wénhuà Yùndòng) va ser un moviment reformista que va anar de mitjans de la dècada de 1910 fins als anys 20 del segle xx. neix arran de la frustració pel fracàs de les expectatives sorgides amb la fundació de la República de la Xina a inicis de 1912, Intectuals i escriptors com Chen Duxiu, Cai Yuanpei, Li Dazhao, Lu Xun, Zhou Zuoren, Hu Shi, Wen Yidou i Shen Congwen començaren una crítica al confucianisme i defensaren una nova cultura que adoptés els valors occidentals, en especial la ciència i la democràcia i l'ús de la llengua vernacle en l'escriptura tot bandejant l'estil clàssic en literatura. Contraris a la família patriarcal i a favor d'individualisme i de la promoció de la dona. Amb el Moviment del Quatre de Maig, el moviment cultural es polititzà clarament.